# كار تسليت (مسلسل)
كار تسليت مسلسل مغربي ترثي أمازيغي . قدم نسخة عربية من المسلسل من خلال مسلسل خليجي أدت دور البطولة وينب العسكري

## القصة
يرصد المسلسل سعي زوجة إلى تشتيت شمل عائلة زوجها، من خلال تدبير المكائد لحماتها وشقيق زوجها. ودافعها في ذلك كله هو حب التسلط والتمتع بثروة العائلة.
يقف المسلسل على جانب مثير من العلاقات العائلية، ويتعلق الأمر بعلاقة الزوجة بمحيط زوجها الأسري، وبالحماة على وجه الخصوص. فمن خلال قصة الفيلم ستستثمر الزوجة دهائها وخبثها لكسر حبل الود بين زوجها من جهة، وأمه وشقيقه من جهة أخرى.
تتوالى الأحداث وستفلح معها الزوجة في الزج بشقيق زوجها خلف قضبان السجن، وذنب الرجل أنه فكر في الزواج. وبعد ذلك ستفلح المرأة أيضا في طرد حماتها من منزل العائلة، بل ومن حياة الزوج أيضا. فإلى أي حد ستضحك الأيام لهذه المرأة المتسلطة؟
- فاطمة جطان
- حسناء عيموني
- محمد الزناني